# 케빈 알레한드로
케빈 알레한드로(Kevin Alejandro, 1976년 4월 7일 ~ )는 미국의 배우이다.

## 출연 작품
- 베드타임 스토리 (2017)
- 세이프라이트 (2015)
- 더 리턴드 시즌1 (2015)
- 메데아스 (2013)
- 골든 보이 (2013)
- 실종: 악령의 부활 (2013)
- 거친 녀석들: 거침없이 쏴라 (2011)
- 레전드 오브 헬스 게이트: 언 아메리칸 컨스피러시 (2011)
- 페어런트 후드 시즌1 (2010)
- 웨이크 (2009)
- 크리처 오브 다크니스 (2009)
- 사우스랜드 1 (2009)
- 크로싱 오버 (2009)
- 선스 오브 아나키 (2008)
- 크리처 오브 다크니스 메이킹 (2008)
- 스트레인지 와일더니스 (2008)
- 페이스리스 (2006)
- 샤크 (2006)
- 어글리 베티 (2006)
- 슬리퍼 셀 (2005)
- 위즈 시즌1 (2005)
- 더 영 앤 더 레스트리스 (1973)